# Durchlauffaktor
Der Durchlauffaktor ist im Arbeitsstudium eine Kennzahl, die aus dem Verhältnis der planmäßigen Durchlaufzeit zur Durchführungszeit gebildet wird. Damit wird der Anteil geplanter Liege- und Zwischenzeiten im Materialfluss deutlich und ein Hinweis zur Verbesserung der Betriebsorganisation gegeben.
{\displaystyle DF={\frac {t_{pS}}{t_{dS}}}={\frac {\text{planmäßige Durchlaufzeit}}{\text{Durchführungszeit}}}}